# San Marino op de Olympische Zomerspelen 1972
San Marino nam deel aan de Olympische Zomerspelen 1972 in München, West-Duitsland. Ook tijdens deze derde deelname werd geen medaille gewonnen.

## Deelnemers en resultaten
(m) = mannen, (v) = vrouwen 

### Schietsport
| Olympiër          | Discipline             | Resultaat | Prestatie                  |
| ----------------- | ---------------------- | --------- | -------------------------- |
| Italo Casali      | 50m geweer 3 houdingen | 65e       | 1026 punten: (374-347-305) |
| Libero Casali     | 50m geweer 3 houdingen | 68e       | 997 punten: (363-354-280)  |
| Bruno Morri       | 25m snelvuurpistool    | 47e       | 570 punten: (195-191-184)  |
| Roberto Tamagnini | 25m snelvuurpistool    | DNF       | niet gefinisht             |
| Guglielmo Giusti  | trap                   | 43e       | 175 punten                 |
| Silvano Raganini  | trap                   | 24e       | 186 punten                 |

### Wielersport
| Olympiër         | Discipline       | Resultaat | Prestatie      |
| ---------------- | ---------------- | --------- | -------------- |
| Daniele Cesaritt | wegwedstrijd (m) | DNF       | niet gefinisht |

Afghanistan · Albanië · Algerije · Amerikaanse Maagdeneilanden · Argentinië · Australië · Bahama's · Barbados · België · Bermuda · Birma · Bolivia · Bondsrepubliek Duitsland · Brazilië · Brits-Honduras · Bulgarije · Canada · Ceylon · Chili · Colombia · Congo-Brazzaville · Costa Rica · Cuba · Dahomey · Denemarken · Dominicaanse Republiek · Duitse Democratische Republiek · Ecuador · Egypte · El Salvador · Ethiopië · Fiji · Filipijnen · Finland · Frankrijk · Gabon · Ghana · Griekenland · Groot-Brittannië · Guatemala · Guyana · Haïti · Hongarije · Hongkong · Ierland · IJsland · India · Indonesië · Iran · Israël · Italië · Ivoorkust · Jamaica · Japan · Joegoslavië · Kameroen · Kenia · Khmerrepubliek · Koeweit · Lesotho · Libanon · Liberia · Liechtenstein · Luxemburg · Madagaskar · Malawi · Maleisië · Mali · Malta · Marokko · Mexico · Monaco · Mongolië · Nederland · Nederlandse Antillen · Nepal · Nicaragua · Nieuw-Zeeland · Niger · Nigeria · Noord-Korea · Noorwegen · Oeganda · Oostenrijk · Opper-Volta · Pakistan · Panama · Paraguay · Peru · Polen · Portugal · Puerto Rico · Roemenië · San Marino · Saoedi-Arabië · Senegal · Singapore · Soedan · Somalië · Sovjet-Unie · Spanje · Suriname · Swaziland · Syrië · Taiwan · Tanzania · Thailand · Togo · Trinidad en Tobago · Tsjaad · Tsjecho-Slowakije · Tunesië · Turkije · Uruguay · Venezuela · Verenigde Staten · Vietnam · Zambia · Zuid-Korea · Zweden · Zwitserland